# Фејетвил (Арканзас)
Фејетвил (енгл. Fayetteville) град је у САД у савезној држави Арканзас, у округу Вашингтон. Фејетвил (некада се звао Вашингтон) је престоница округа Вашингтон и седиште је универзитета Арканзас. Такође је био рангиран на осмом месту, од стране Форбес часописа, за остваривање каријере и покретање бизниса за младе амбициозне Американце.

## Географија
Површина Фејетвила је 115.2 km², од чега је 112.5 km² копна, а 2,8 km² водених површина. Овај град се налази у Озарк планинама.
| Клима Фејетвила            | Клима Фејетвила | Клима Фејетвила | Клима Фејетвила | Клима Фејетвила | Клима Фејетвила | Клима Фејетвила | Клима Фејетвила | Клима Фејетвила | Клима Фејетвила | Клима Фејетвила | Клима Фејетвила | Клима Фејетвила | Клима Фејетвила |
| Показатељ \ Месец          | .Јан.           | .Феб.           | .Мар.           | .Апр.           | .Мај.           | .Јун.           | .Јул.           | .Авг.           | .Сеп.           | .Окт.           | .Нов.           | .Дец.           | .Год.           |
| -------------------------- | --------------- | --------------- | --------------- | --------------- | --------------- | --------------- | --------------- | --------------- | --------------- | --------------- | --------------- | --------------- | --------------- |
| Средњи максимум, °C (°F)   | 6,8 (44,2)      | 10,3 (50,5)     | 14,9 (58,8)     | 20,3 (68,5)     | 24,3 (75,7)     | 28,7 (83,7)     | 31,7 (89,1)     | 31,6 (88,9)     | 27,1 (80,8)     | 21,3 (70,3)     | 13,9 (57)       | 8,7 (47,7)      | 20 (68)         |
| Средњи минимум, °C (°F)    | −4,3 (24,3)     | −1,8 (28,8)     | 3,1 (37,6)      | 7,9 (46,2)      | 12,8 (55)       | 17,7 (63,9)     | 20,3 (68,5)     | 19,3 (66,7)     | 15,1 (59,2)     | 8,5 (47,3)      | 2,9 (37,2)      | −2,2 (28)       | 8,3 (46,9)      |
| Количина падавина, mm (in) | 54,4 (21,42)    | 61,2 (24,09)    | 105,9 (41,69)   | 110 (43,3)      | 128,5 (50,59)   | 133,6 (52,6)    | 79,8 (31,42)    | 76,2 (30)       | 122,7 (48,31)   | 95 (37,4)       | 120,4 (47,4)    | 81,3 (32,01)    | 1.168,9 (460,2) |
| Извор: World Weather       |                 |                 |                 |                 |                 |                 |                 |                 |                 |                 |                 |                 |                 |

## Становништво
| Група             | 2000. | 2010. |
| Белци             |       |       |
| Афроамериканци    |       |       |
| Азијати           |       |       |
| Хиспаноамериканци |       |       |
| Укупно            |       |       |

Према попису из 2000.-те, у Фејетвилу је било 58.047 становника, 23.798 домаћинстава и 12.136 породица у граду. Густина насељености је била 516.1 km². Било је 25.467 стамбених јединица са просечном густином од 226.4 km². Расни састав града је био: 86,5% белаца, 5,1% црнаца или Афроамериканаца, 1,3% Индијанаца, 2,6% Азијата, 0,2% пореклом са пацифичких острва, итд.
Од 23.798 домаћинстава, 25,5% је имало децу испод 18 година који су живели са њима, 37,7% су били парови супружника који су живе заједно, 9,6% су имале женску главу породице без присутног супружника, док 49% нису биле породице. 34% домаћинстава су чинили појединци, а 5,7% је имало некога старог 65 или више година ко је живео сам. Просечна величина домаћинства је била 2,21, а просечна величина породице је била 2,91.
Становништво је било раширено по старости. 19,9% је било млађе од 18 година, 25,7% је било између 18 и 24 година, 29,9% између 25 и 44 година, 15,8% између 45 и 64 година и 8,7% који су били старији од 65 година. Средња строст становништва је била 27 година. На сваких 100 жена било је 103 мушкараца; на сваких 100 жена старих 18 или више година, било је 101,9 мушкараца.
Средња годишња примања домаћинства у граду су била $ 31.345, док су средња годишња примања за породицу била 45.074 америчких долара. Мушкарци су имали средња примања од 20.069 америчких долара, жене 22.693 америчких долара. Примања по глави становника су била 18.311 америчких долара. Приближно 11,4% породица и 19,9% становништва је било испод границе сиромаштва, укључујући и 19,7% оних испод 18 година и 9,1% оних старих 65 и више година.
| Година | Становништво |
| ------ | ------------ |
| 1850   | 425          |
| 1860   | 598          |
| 1870   | 972          |
| 1880   | 955          |
| 1890   | 1.788        |
| 1900   | 2.942        |
| 1910   | 4.100        |
| 1920   | 4.471        |
| 1930   | 5.362        |
| 1940   | 7.394        |
| 1950   | 8.200        |
| 1960   | 17.100       |
| 1970   | 22.900       |
| 1980   | 30.700       |
| 1990   | 36.600       |
| 2000   | 58.047       |